# Sidemia snelleni
Sidemia snelleni är en fjärilsart som beskrevs av Otto Staudinger 1892. Sidemia snelleni ingår i släktet Sidemia och familjen nattflyn. Inga underarter finns listade i Catalogue of Life.